# Случайная любовь (фильм, 1990)
«Случа́йная любо́вь» (англ. Love at Large, также известен как Любовь крупным планом ), США, 1990 — американский триллер режиссёра Алана Рудольфа.

## Сюжет
Приятная, интригующая и веселая пародия на детективный фильм с историей о частном сыщике, нанятом таинственной женщиной. Даже вроде бы предугадываемые моменты вдруг преподносят неожиданные повороты событий.
Гарри Доббс (Том Беренджер) — частный детектив. Его очередная клиентка — шикарная дама (Арчер), которая поручает Доббсу следить за бывшим мужем и выяснить, кто его новая пассия. В первый день слежки Доббс принимает постороннего мужчину (Тед Левайн) за свой «объект» и выясняет массу провокативных подробностей его жизни. 
Оказывается у того две жены (О’Тул, Кэпшоу). Параллельно ревнивая подруга детектива нанимает начинающего сыщика Стеллу (Перкинс), чтобы следить за Доббсом. Два частных детектива, двое подозреваемых, две жены и множество других персонажей предстанут в этом комедийном, любовном триллере.

## В ролях
- Том Беренджер — детектив Гарри Доббс
- Элизабет Перкинс — Стелла Винковски
- Энн Арчер — мисс Долан
- Кейт Кэпшоу — миссис Эллен МакГро
- Аннет О’Тул — миссис Кинг
- Тед Левайн — Фредерик Кинг / Джеймс МакГро
- Кевин О’Коннор — художник
- Нил Янг — Рик
- Энн Магнусон — Дорис
- Руби Ди — Коррин Дарт
- Барри Миллер — Марти
- Миган Ли Окс — посыльный
- Гейлард Сартейн — таксист
- Роберт Гулд — бармен таверны
- Дирк Блокер — Хайрам Калмер, продавец старых машин